# Гилберт, Мелисса
Мелисса Эллен Гилберт (англ. Melissa Ellen Gilbert, род. 8 мая 1964) — американская актриса, писатель и продюсер, работающая преимущественно в кино и телевидении. Гилберт более известна как ребёнок-актёр, игравшая роль Лауры Ингаллс Уайлдер, второй дочери Чарли Ингаллса, в драматическом телесериале «Маленький домик в прериях» (1974—1984). Также у неё большой список взрослых ролей, работ по озвучиванию, писательских, продюсерских и режиссёрских работ. Кроме этого в 2001—2005 годах Мелисса пробыла два срока президентом гильдии киноактёров США. 9 июня 2009 года вышла её автобиография «Prairie Tale: A Memoir».

## Семья
Гилберт родилась 8 мая 1964 года в Лос-Анджелесе, Калифорния. Мелисса была удочерена известным киноактёром Полом Гилбертом и его женой Барбарой Крейн. У Мелиссы есть сестра — Сара Гилберт, а также брат — Джонатан Гилберт. Когда Мелиссе исполнилось восемь лет, её родители развелись, а через три года Пол Гилберт умер.

## Личная жизнь
В 17 лет Мелисса встречалась с тогда ещё мало известным актёром Робом Лоу. Вскоре Лоу предложил Гилберт пожениться, она ответила согласием. При подготовке к свадьбе, Гилберт узнала, что она беременна. После того, как женщина сообщила Робу эту новость, Лоу сразу же разорвал с ней всякие отношения. Через несколько дней у Мелиссы случился выкидыш.
В 1988—1992 года Мелисса была замужем за актёром Бо Бринкманом (род.1956). В этом браке Гилберт родила своего первенца — сына Дакоту Пола Бринкмана (род. 1 мая 1989).
В 1995—2011 года Мелисса была замужем за актёром Брюсом Бокслейтнером (род. 1950). В этом браке Гилберт родила своего второго сына — Майкла Гарретта Бокслейтнера (род. 6 октября 1995).
С 24 апреля 2013 года Мелисса замужем в третий раз за актёром Тимоти Басфилдом (род. 1957), с которым она была помолвлена 3 месяца до их свадьбы.
10 августа 2015 года Гилберт объявила о своём намерении баллотироваться в палату представителей Соединённых Штатов Америки в 2016 году от демократической партии по 8 округу Мичигана, однако затем отказалась от выдвижения.

## Карьера
В 1973-м году Мелисса получила роль в телевизионном сериале «Маленький домик в прериях», в котором играла -вместе с Майклом Лэндоном вплоть до завершения сериала в 1983
Благодаря этому сериалу, Мелисса Гилберт была удостоена звезды на Аллее Славы в Голливуде. Актриса снималась в таких фильмах, как «Сердцу не прикажешь» (1983) и «Вавилон-5» (1996).

## Фильмография
| Фильмы      | Фильмы                               | Фильмы                                        | Фильмы                               |
| Год         | На русском языке                     | На языке оригинала                            | Роль                                 |
| ----------- | ------------------------------------ | --------------------------------------------- | ------------------------------------ |
| 1977        | Рождественское чудо                  | Christmas Miracle in Caufield                 | Kelly Sullivan                       |
| 1981        | Блеск в траве                        | Splendor in the Grass                         | Wilma Dean 'Deanie' Loomis           |
| 1986        | Фаза наказания                       | The Penalty Phase                             | Leah Furman                          |
| 1990        | Донор                                | Donor                                         | Dr. Kristine Lipton                  |
| 1990        | Как две капли воды                   | The Lookalike                                 | Gina / Jennifer                      |
| 1993        | Дом с секретом                       | House of Secrets                              | Marion Ravinel                       |
| 1993        | Смертельные воспоминания             | Dying to Remember                             | Lynn Matthews                        |
| 1995        | Зоя                                  | Zoya                                          | Zoya Ossipov                         |
| 1998        | По её правилам                       | Her Own Rules                                 | Meredith Sanders                     |
| 1999        | Убийство на Берёзовой, 75            | Murder at 75 Birch                            | Gwen Todson                          |
| 2000        | Предвидение убийства                 | A Vision of Murder: The Story of Donielle     | Donielle\                            |
| 2000        | От заката до рассвета 3: Дочь палача | From Dusk Till Dawn 3: The Hangman’s Daughter | Девушка в свадебном платье / Нищенка |
| 2003        | Голливудские жены                    | Hollywood Wives: The New Generation           | Taylor Singer                        |
| 2004        | Страшнее шторма                      | Heart of the Storm                            | Cassie Broadbeck                     |
| 2005        | Кровное родство                      | Thicker Than Water                            | Natalie Jones                        |
| Телевидение |                                      |                                               |                                      |
| Год         | На русском языке                     | На языке оригинала                            | Роль                                 |
| 1955 — 1975 | Дымок из ствола                      | Gunsmoke                                      | Spratt’s Child                       |
| 1974 — 1983 | Маленький домик в прериях            | Little House on the Prairie                   | Laura Ingalls                        |
| 1977 — 1986 | Лодка любви                          | The Love Boat                                 | Rocky                                |
| 1982 — 1987 | Театр волшебных историй              | Faerie Tale Theatre                           | Gerda                                |
| 1992 — 1995 | Бэтмэн                               | Batman                                        | Barbara Gordon                       |
| 1994 — 1998 | Вавилон-5                            | Babylon 5                                     | Anna Sheridan                        |
| 1994 — 2003 | Прикосновение ангела                 | Touched by an Angel                           | Michelle Tanner                      |
| 1995 — 2002 | За гранью возможного                 | The Outer Limits                              | Teresa Janovitch                     |
| 1996 — 2007 | Седьмое небо                         | 7th Heaven                                    | Marie Wagner                         |
| 1998 — 2004 | Визг. Ну, очень страшное кино        | Hollywood Squares                             | Guest Appearance                     |
| 1999 — 2002 | Провиденс                            | Providence                                    | Lorna Berlin                         |
| 2002 — 2003 | Клиника Сан-Франциско                | Presidio Med                                  | Grace Bennett                        |
| 2003 — 2008 | Части тела                           | Nip/Tuck                                      | Shari Noble                          |

## Награды и номинации
- 1980: номинирована на премию Эмми за лучшую ведущую актёрскую роль в сериале (за съёмки в телесериале «The Miracle Worker», 1979 год)
- 1980: номинирована на премию "Молодому актёру" в номинации лучшей молодой актрисе драматического сериала (за съёмки в «Little House on the Prairie», 1974)
- 1981: номинирована на премию Золотой глобус за лучшее исполнение актёрской роли в телесериале (за съёмки в «Little House on the Prairie», 1974)
- 1982: номинирована на премию "Молодому актёру" в номинации лучшей молодой актрисе драматического сериала (за съёмки в телесериале «Splendor in the Grass», 1981)
- 1983: награждена премией "Молодому актёру" в номинации лучшей молодой актрисе драматического сериала (за съёмки в «Little House on the Prairie», 1974)
- 1984: награждена премией "Молодому актёру" в номинации лучшей молодой актрисе драматического сериала (за съёмки в «Little House on the Prairie», 1974)
- 2000: награждена премией Golden Boot
- 2006: награждена (совместно с Дином Батлером) премией TV Land в номинации за самый запоминающийся поцелуй (за съёмки в «Little House on the Prairie», 1974)
- Год неизвестен: удостоена Звёзды под номером 6429 на "Аллее славы" на голливудском бульваре в Лос-Анджелесе